# Конфедеративні Штати Америки
Конфедерати́вні Шта́ти Аме́рики (англ. Confederate States of America) — самопроголошена незалежна держава на півдні Сполучених Штатів Америки. Виникла внаслідок відокремлення південних штатів, які намагалися зберегти рабовласницьку систему. Це призвело до Громадянської війни між Північчю й Півднем.
Південні штати відчули загрозу своєму способу існування,  та наприкінці грудня 1860 приклад подала Південна Кароліна, за якою в січні 1861 пішли Міссісіпі, Флорида, Алабама, Джорджія, Луїзіана й Техас, а у квітні-травні Вірджинія, Арканзас, Теннессі й Північна Кароліна. Ці 11 штатів утворили Конфедеративні Штати Америки, утвердили конституцію й обрали своїм президентом колишнього сенатора від Міссісіпі Джефферсона Девіса.
Столицею Конфедерації стало вірджинське місто Ричмонд. Ці штати займали 40 % всієї території США з населенням 9,1 млн осіб, у тому числі понад 3,6 млн афроамериканців. У складі Союзу залишилося 23 штати, включаючи рабовласницькі Делавер, Кентуккі, Міссурі й Меріленд, які воліли зберегти лояльність федеральному Союзу. Жителі ряду західних графств Вірджинії відмовилися підкоритися рішенню про вихід із Союзу, утворили власні органи влади й у червні 1863 були прийняті до складу США як новий штат — Західна Вірджинія. Населення Союзу перевищувало 22 млн осіб, на його території розташовувалася практично вся промисловість країни.

## Політична історія

### Виникнення
Перша нарада прихильників сецесії відбулася 22 листопада 1860 року в місті Еббівіль (Південна Кароліна). Конфедеративні Штати Америки були утворені 4 лютого 1861 року шістьма південними штатами (Південна Кароліна, Міссісіпі, Флорида, Алабама, Джорджія та Луїзіана) після того, як були затверджені результати виборів президента США, переможцем яких був оголошений Авраам Лінкольн.
Ці шість штатів разом з Техасом, що приєднався 2 березня, оголосили про свій вихід зі складу США та поверненні владі штатів повноважень, делегованих по Конституції 1787 року федеральному уряду. Серед іншого ці повноваження охоплювали контроль над військовими укріпленнями (фортами), портами та митницями, розташованими на території штатів та збором податків і мит.

Приєднання штатів до Конфедерації

Через місяць після утворення КША, 4 березня, склав присягу 16-й президент Сполучених Штатів Америки Авраам Лінкольн. У своїй інавгураційній промові він назвав сецесію «юридично нікчемною» і оголосив, що США не збираються вдиратися на територію південних штатів, але готові застосувати силу для збереження свого контролю над федеральною власністю і збором податків.
12 квітня 1861 року війська штату Південної Кароліни під командуванням генерала П'єра Г. Т. Борегара обстріляли федеральний форт Самтер, що стояв у Чарльстонській гавані, примусивши його гарнізон капітулювати. Битва за форт Самтер поклала початок Громадянській війні.
Після обстрілу Самтера Лінкольн закликав штати, що залишилися в Союзі, надати йому солдат для силового відновлення контролю над Самтером та іншими південними фортами, захисту федеральної столиці та збереження Союзу. У відповідь на президентське звернення ще чотири південних штати (Вірджинія, Арканзас, Теннессі та Північна Кароліна) оголосили про вихід з США і приєднання до Конфедерації.
Штати Кентуккі та Міссурі залишилися «прикордонними штатами» у складі США, проте деякий час мали два уряди, один з яких підтримував Союз, а інший — Конфедерацію. Проконфедеративні уряди цих штатів включили підконтрольні їм території до складу Конфедерації, а тому цей факт дозволяє вважати, що членами КША було 13 штатів. З територій, які мали права штатів, прохання про вступ до КША подали Аризона і Нью-Мексико. Також Конфедеративні Штати були підтримані «цивілізованими» племенами з Індіанської території — черокі, чокто, чикасо, криками, семінолами та іншими.
Проте попри соціально-політичні розбіжності не всі американські рабовласницькі штати приєдналися до Конфедерації. Штати Меріленд і Делавер залишилися в Союзі.

### Причини розколу
На загальну думку істориків, було дві основні причини розколу. З одного боку це були наміри Півночі обмежити рабство, якщо не усунути, що не входило в рамки традиції та повсякденного життя Півдня. З іншого боку це було обмеження політичної влади штатів Союзу, особливо у рабському питанні. Це були фундаментальні причини, які заохочували південні штати відокремитися від Союзу.

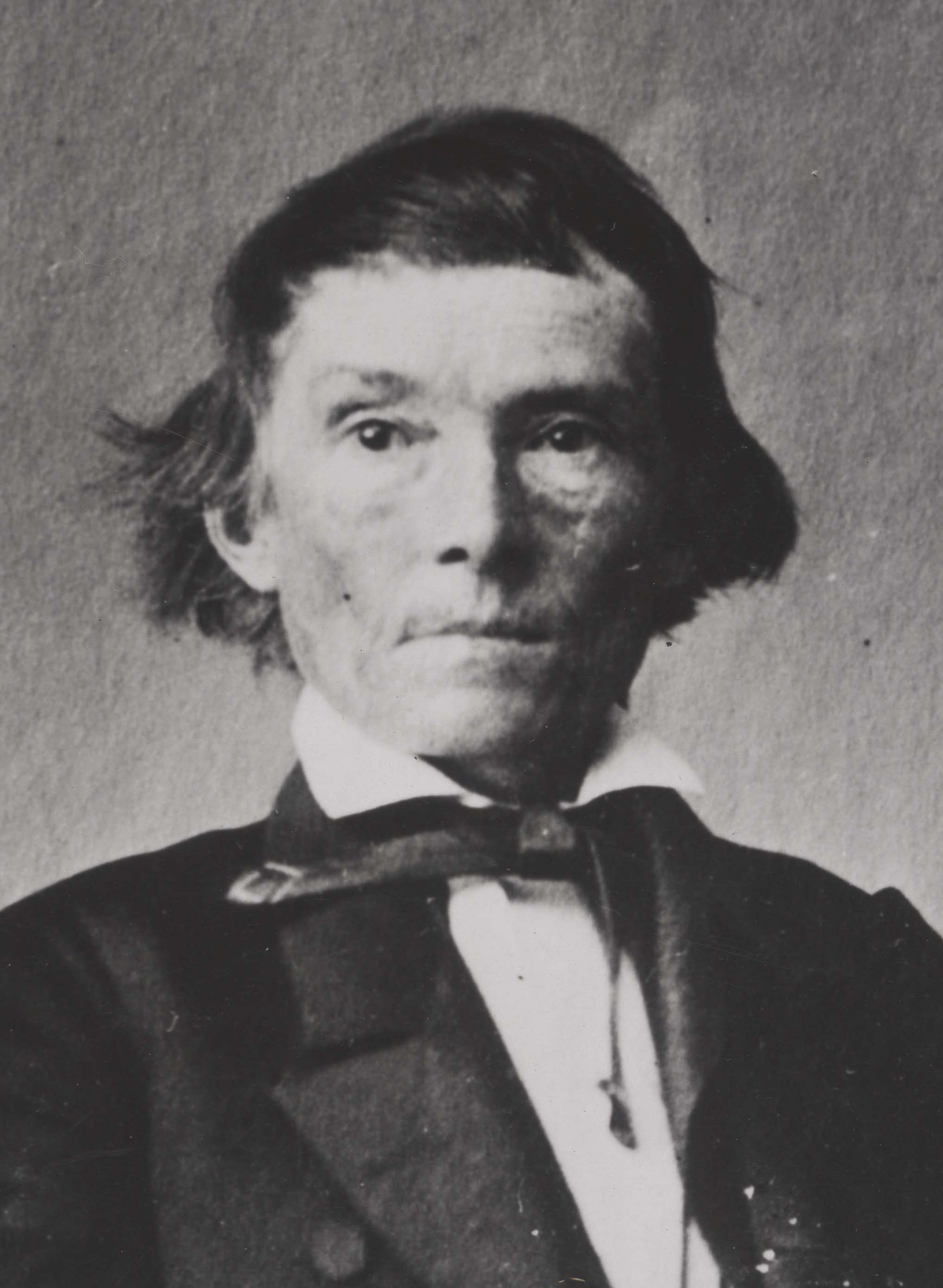
Александер Стівенс, віцепрезидент Конфедеративних Штатів Америки, друг А.Лінкольна та одночасно один з найпалкіших прихильників збереження рабства.

Деякі релігійні діячі порушували питання рабства та відокремлення від Союзу у своїх проповідях. Бенджамін М.Палмер (1818—1902), пастор головної пресвітеріанської церкви в Новому Орлеані, проголошував свою підтримку у відділенні південних штатів у своїй проповіді в День подяки 1860 року, стверджуючи, що, підтримуючи існування рабства, білі жителі Півдня споконвіку виконують свою історичну місію. Зрештою ця палка проповідь згодом набула поширення серед суспільства та передавалась в інших храмах.
Віцепрезидент Конфедерації Александер Стівенс стверджував, що філософською основою нового уряду КША була «велика істина, яка проголошувала, що чорна людина не є рівнею білій, а рабство, підкорення вищій расі, є її природним нормальним станом. Наш уряд є першим в історії людства, заснованим на цій великій фізичній, філософській та моральній засаді.» На відміну від Стівенса, президент Конфедеративних Штатів Америки Джефферсон Девіс замість прямого посилання на питання рабства у своїй інавгураційній промові підкреслив важливість прав штатів для реалізації своїх власних стратегій, які не сходилися з інтересами федерального уряду, а тому ця обставина є головною причиною відділення.

### Штати Конфедерації
| Штат              | Прапор             | Вихід із США      | Вступ до КША      | Окупація військами Союзу            | Реінтеграція в США                                             |
| ----------------- | ------------------ | ----------------- | ----------------- | ----------------------------------- | -------------------------------------------------------------- |
| Південна Кароліна |                    | 20 грудня 1860    | 8 лютого 1861     | 1865                                | 9 липня 1868                                                   |
| Міссісіпі         |                    | 9 січня 1861      | 8 лютого 1861     | 1863                                | 23 лютого 1870                                                 |
| Флорида           | Bandera de Florida | 10 січня 1861     | 8 лютого 1861     | 1865                                | 25 червня 1868                                                 |
| Алабама           |                    | 11 січня 1861     | 8 лютого 1861     | 1865                                | 13 липня 1868                                                  |
| Джорджія          |                    | 19 січня 1861     | 8 лютого 1861     | 1865                                | 1-а реінтеграція 21 липня 1868; 2-а реінтеграція 15 липня 1870 |
| Луїзіана          |                    | 26 січня 1861     | 8 лютого 1861     | 1863                                | 9 липня 1868                                                   |
| Техас             |                    | 1 лютого 1861     | 2 березня 1861    | 1865                                | 30 березня 1870                                                |
| Вірджинія         |                    | 17 квітня 1861    | 7 травня 1861     | 1865 (Західна Вірджинія — 1861 рік) | 26 січня 1870                                                  |
| Арканзас          |                    | 6 травня 1861     | 18 травня 1861    | 1864                                | 22 червня 1868                                                 |
| Північна Кароліна |                    | 20 травня 1861    | 21 травня 1861    | 1865                                | 4 липня 1868                                                   |
| Теннессі          |                    | 8 червня 1861     | 2 липня 1861      | 1863                                | 24 липня 1866                                                  |
| Міссурі           |                    | 31 жовтня 1861    | 28 листопада 1861 | 1861                                | штат був під контролем федеральних військ                      |
| Кентуккі          |                    | 20 листопада 1861 | 10 грудня 1861    | 1861                                | штат був під контролем федеральних військ                      |
| Аризона           |                    | 6 березня         | 14 лютого 1862    | 1862                                | штат в складі США з 1912                                       |

## Соціально-економічний стан

### Географічне становище

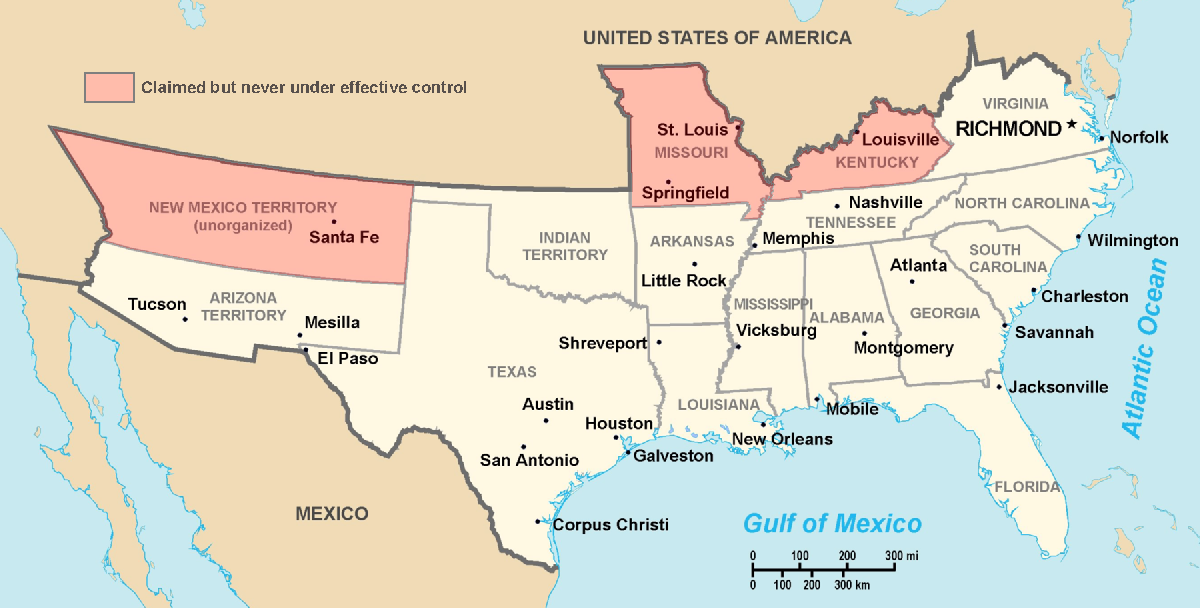
Мапа Конфедеративних Штатів Америки

Північний кордон Конфедеративних Штатів Америки проходив по північних кордонах Вірджинії, Кентуккі (фактично — Теннессі), Міссурі (фактично — Арканзасу), Індіанської території, Території Нью-Мексико, західний — по західному кордону Нью-Мексико та Аризони. Південною межею був колишній кордон Сполучених Штатів з Мексикою. На сході Конфедерацію обмежували Мексиканська затока й Атлантичний океан.
Країна мала загальну площу (без урахування Кентуккі й Міссурі) 1995392 км² і берегову лінію протяжністю 4698 кілометрів.
Основна частина території Конфедеративних штатів Америки розташовувалася в області вологого субтропічного клімату з помірною зимою та довгим, жарким, дощовитим літом.
Населення штатів Конфедерації в 1860 році становило 9103332 осіб (включаючи 3 мільйони рабів) і загалом проживало в сільській місцевості. З південних міст лише луїзіанський Новий Орлеан з населенням в 168 675 осіб (дані перепису 1860 року) входив до десятки найбільших міст США.
У мирний час річкова система південних штатів була великою перевагою, надаючи дешеві й прості транспортні шляхи для сільськогосподарської продукції. Мережа залізниць була побудована як допоміжний засіб, що зв'язує віддалені плантації з річковими та морськими портами. Ця особливість транспортної системи Півдня зіграла злий жарт з Конфедерацією — коли всі великі судноплавні річки опинилися під контролем Союзу, а залізниці були приведені в непридатність, переміщення військ Конфедерації стало дуже важким випробуванням для армії.